# Вулиця Лікувальна
Вулиця Лікувальна — вулиця у Залізничному районі міста Львова, у місцевості Скнилівок. Сполучає вулицю  Кульпарківську з вулицями Петлюри та Хоробрих. Прилучається вулиця Санітарна.

## Історія
Вулиця виникла на початку XX століття у складі передміського селища Скнилівок. Після входження селища до меж міста у 1930 році, вулиці колишнього села були перейменовані або ж новоутвореним вулицям надавалися певні назви. Так, у 1936 році, отримала назву Вілюша, на честь польського військовика, капітана артилерії, кавалера ордена Virtuti Militari Яна Юзефа Вілюша (1885—1919). Під час німецької окупації, у 1943—1944 роках, мала назву Бурлярдґассе. У липні 1944 року повернена передвоєнна назва — вулиця Вілюша. Сучасна назва вулиці Лікувальна походить від 1946 року.

## Забудова
Забудова вулиці Лікувальної — одноповерховий конструктивізм і одноповерхова садибна забудова 1930-х років, нові індивідуальні забудови.